# Гребнево
Гре́бнево (рос. Гребнево) — присілок у складі Щолковського міського округу Московської області, Росія.
5 травня 2004 року до складу присілка приєднано ліквідоване селище Фірми «Луч» (787 осіб станом на 2002 рік).

## Населення
Населення — 1484 особи (2010; 1103 у 2002).
Національний склад (станом на 2002 рік) присілка Гребнево:
- росіяни — 95 %

Національний склад (станом на 2002 рік) селище Фірми «Луч»:
- росіяни — 95 %